# Unicodeblock Kombinierende diakritische Zeichen für Symbole
Der Unicodeblock Kombinierende diakritische Zeichen für Symbole (Combining Diacritical Marks for Symbols, U+20D0 bis U+20FF) bietet die Möglichkeit, technische und andere Symbole zusammenzusetzen, indem man ein Grundelement mit bestimmten wiederkehrenden Elementen kombiniert.

## Tabelle
| Unicodenummer | Zeichen (400 %) | Kategorie                   | Bidirektionale Klasse       | Offizielle Bezeichnung                           | Beschreibung                                             |
| ------------- | --------------- | --------------------------- | --------------------------- | ------------------------------------------------ | -------------------------------------------------------- |
| U+20D0 (8400) | ◌⃐               | Markierung ohne Extrabreite | Markierung ohne Extrabreite | COMBINING LEFT HARPOON ABOVE                     | Kombinierende Harpune nach links, oben                   |
| U+20D1 (8401) | ⃑                | Markierung ohne Extrabreite | Markierung ohne Extrabreite | COMBINING RIGHT HARPOON ABOVE                    | Kombinierende Harpune nach rechts, oben                  |
| U+20D2 (8402) | ⃒                | Markierung ohne Extrabreite | Markierung ohne Extrabreite | COMBINING LONG VERTICAL LINE OVERLAY             | Kombinierende lange vertikale Linie, überlappend         |
| U+20D3 (8403) | ⃓                | Markierung ohne Extrabreite | Markierung ohne Extrabreite | COMBINING SHORT VERTICAL LINE OVERLAY            | Kombinierende kurze vertikale Linie, überlappend         |
| U+20D4 (8404) | ⃔                | Markierung ohne Extrabreite | Markierung ohne Extrabreite | COMBINING ANTICLOCKWISE ARROW ABOVE              | Kombinierender Pfeil gegen den Uhrzeigersinn, oben       |
| U+20D5 (8405) | ⃕                | Markierung ohne Extrabreite | Markierung ohne Extrabreite | COMBINING CLOCKWISE ARROW ABOVE                  | Kombinierender Pfeil im Uhrzeigersinn, oben              |
| U+20D6 (8406) | ⃖                | Markierung ohne Extrabreite | Markierung ohne Extrabreite | COMBINING LEFT ARROW ABOVE                       | Kombinierender Pfeil nach links, oben                    |
| U+20D7 (8407) | ⃗                | Markierung ohne Extrabreite | Markierung ohne Extrabreite | COMBINING RIGHT ARROW ABOVE                      | Kombinierender Pfeil nach rechts, oben                   |
| U+20D8 (8408) | ⃘                | Markierung ohne Extrabreite | Markierung ohne Extrabreite | COMBINING RING OVERLAY                           | Kombinierender Ring, überlappend                         |
| U+20D9 (8409) | ⃙                | Markierung ohne Extrabreite | Markierung ohne Extrabreite | COMBINING CLOCKWISE RING OVERLAY                 | Kombinierender Ring im Uhrzeigersinn, überlappend        |
| U+20DA (8410) | ⃚                | Markierung ohne Extrabreite | Markierung ohne Extrabreite | COMBINING ANTICLOCKWISE RING OVERLAY             | Kombinierender Ring gegen den Uhrzeigersinn, überlappend |
| U+20DB (8411) | ⃛                | Markierung ohne Extrabreite | Markierung ohne Extrabreite | COMBINING THREE DOTS ABOVE                       | Kombinierende drei Punkte, oben                          |
| U+20DC (8412) | ⃜                | Markierung ohne Extrabreite | Markierung ohne Extrabreite | COMBINING FOUR DOTS ABOVE                        | Kombinierende vier Punkte, oben                          |
| U+20DD (8413) | ◌⃝               | umhüllende Markierung       | Markierung ohne Extrabreite | COMBINING ENCLOSING CIRCLE                       | Kombinierender umschließender Kreis                      |
| U+20DE (8414) | ◌⃞               | umhüllende Markierung       | Markierung ohne Extrabreite | COMBINING ENCLOSING SQUARE                       | Kombinierendes umschließendes Quadrat                    |
| U+20DF (8415) | ◌⃟               | umhüllende Markierung       | Markierung ohne Extrabreite | COMBINING ENCLOSING DIAMOND                      | Kombinierendes umschließendes Karo                       |
| U+20E0 (8416) | ◌⃠               | umhüllende Markierung       | Markierung ohne Extrabreite | COMBINING ENCLOSING CIRCLE BACKSLASH             | Kombinierender umschließender durchgestrichener Kreis    |
| U+20E1 (8417) | ⃡                | Markierung ohne Extrabreite | Markierung ohne Extrabreite | COMBINING LEFT RIGHT ARROW ABOVE                 | Kombinierender Pfeil nach links und rechts, oben         |
| U+20E2 (8418) | ◌⃢               | umhüllende Markierung       | Markierung ohne Extrabreite | COMBINING ENCLOSING SCREEN                       | Kombinierender umschließender Bildschirm                 |
| U+20E3 (8419) | ◌⃣               | umhüllende Markierung       | Markierung ohne Extrabreite | COMBINING ENCLOSING KEYCAP                       | Kombinierende umschließende Taste                        |
| U+20E4 (8420) | ◌⃤               | umhüllende Markierung       | Markierung ohne Extrabreite | COMBINING ENCLOSING UPWARD POINTING TRIANGLE     | Kombinierendes umschließendes Dreieck nach oben          |
| U+20E5 (8421) | ⃥                | Markierung ohne Extrabreite | Markierung ohne Extrabreite | COMBINING REVERSE SOLIDUS OVERLAY                | Kombinierender umschließender umgekehrter Schrägstrich   |
| U+20E6 (8422) | ⃦                | Markierung ohne Extrabreite | Markierung ohne Extrabreite | COMBINING DOUBLE VERTICAL STROKE OVERLAY         | Kombinierender umschließender vertikaler Doppelstrich    |
| U+20E7 (8423) | ⃧                | Markierung ohne Extrabreite | Markierung ohne Extrabreite | COMBINING ANNUITY SYMBOL                         | Kombinierendes Rentensymbol                              |
| U+20E8 (8424) | ⃨                | Markierung ohne Extrabreite | Markierung ohne Extrabreite | COMBINING TRIPLE UNDERDOT                        | Kombinierende drei Punkte, unten                         |
| U+20E9 (8425) | ⃩                | Markierung ohne Extrabreite | Markierung ohne Extrabreite | COMBINING WIDE BRIDGE ABOVE                      | Kombinierende lange Brücke, oben                         |
| U+20EA (8426) | ⃪                | Markierung ohne Extrabreite | Markierung ohne Extrabreite | COMBINING LEFTWARDS ARROW OVERLAY                | Kombinierender überlappender Pfeil nach links            |
| U+20EB (8427) | ⃫                | Markierung ohne Extrabreite | Markierung ohne Extrabreite | COMBINING LONG DOUBLE SOLIDUS OVERLAY            | Kombinierender überlappender doppelter Schrägstrich      |
| U+20EC (8428) | ⃬                | Markierung ohne Extrabreite | Markierung ohne Extrabreite | COMBINING RIGHTWARDS HARPOON WITH BARB DOWNWARDS | Kombinierende Harpune nach rechts, unten                 |
| U+20ED (8429) | ⃭                | Markierung ohne Extrabreite | Markierung ohne Extrabreite | COMBINING LEFTWARDS HARPOON WITH BARB DOWNWARDS  | Kombinierende Harpune nach links, unten                  |
| U+20EE (8430) | ⃮                | Markierung ohne Extrabreite | Markierung ohne Extrabreite | COMBINING LEFT ARROW BELOW                       | Kombinierender Pfeil nach links, unten                   |
| U+20EF (8431) | ⃯                | Markierung ohne Extrabreite | Markierung ohne Extrabreite | COMBINING RIGHT ARROW BELOW                      | Kombinierender Pfeil nach rechts, unten                  |
| U+20F0 (8432) | ⃰                | Markierung ohne Extrabreite | Markierung ohne Extrabreite | COMBINING ASTERISK ABOVE                         | Kombinierendes Sternchen oben                            |